# Porto da Cruz
Porto da Cruz egy kisváros Madeira szigetének Machico járásában, a sziget fővárosától, Funchaltól közúton 32 km-re; az északi part legkeletibb falva. A sziget egyik legrégibb települése, mintegy 3200 lakossal. Nevét arról a keresztről kapta, amit az első portugál telepesek állítottak fel a tengerparton.

## Látnivalók
- A modern újtemplom homlokzatát apostolok szobrai díszítik.
- A hosszú, szürke kavicsos strandot datolyapálmák szegélyezik. A strandot egy hosszan a tengerbe nyúló földnyelv osztja két részre – ezen áll a sziget utolsó, még működő cukormalmainak egyike. A cukornád egy részéből a szeszfőzdékben rum, vagy a hozzá hasonló színezetlen cukornádpárlat, aguardiente de caña készül.
- Porto da Cruz és Faial között emelkedik az északi part jelképének is tekintett, 590 m magas Sasok sziklája (Sasbérc, Penha de Águia) – nevét az egykor meredek szikláin fészkelt halászsasokról kapta.
- Régi szüreti hagyományként itt még dolgoznak a borracheiróknak nevezett teherhordók, akik kecskebőr tömlőkben szállítják a szőlőt.